# محمد السادس العثماني

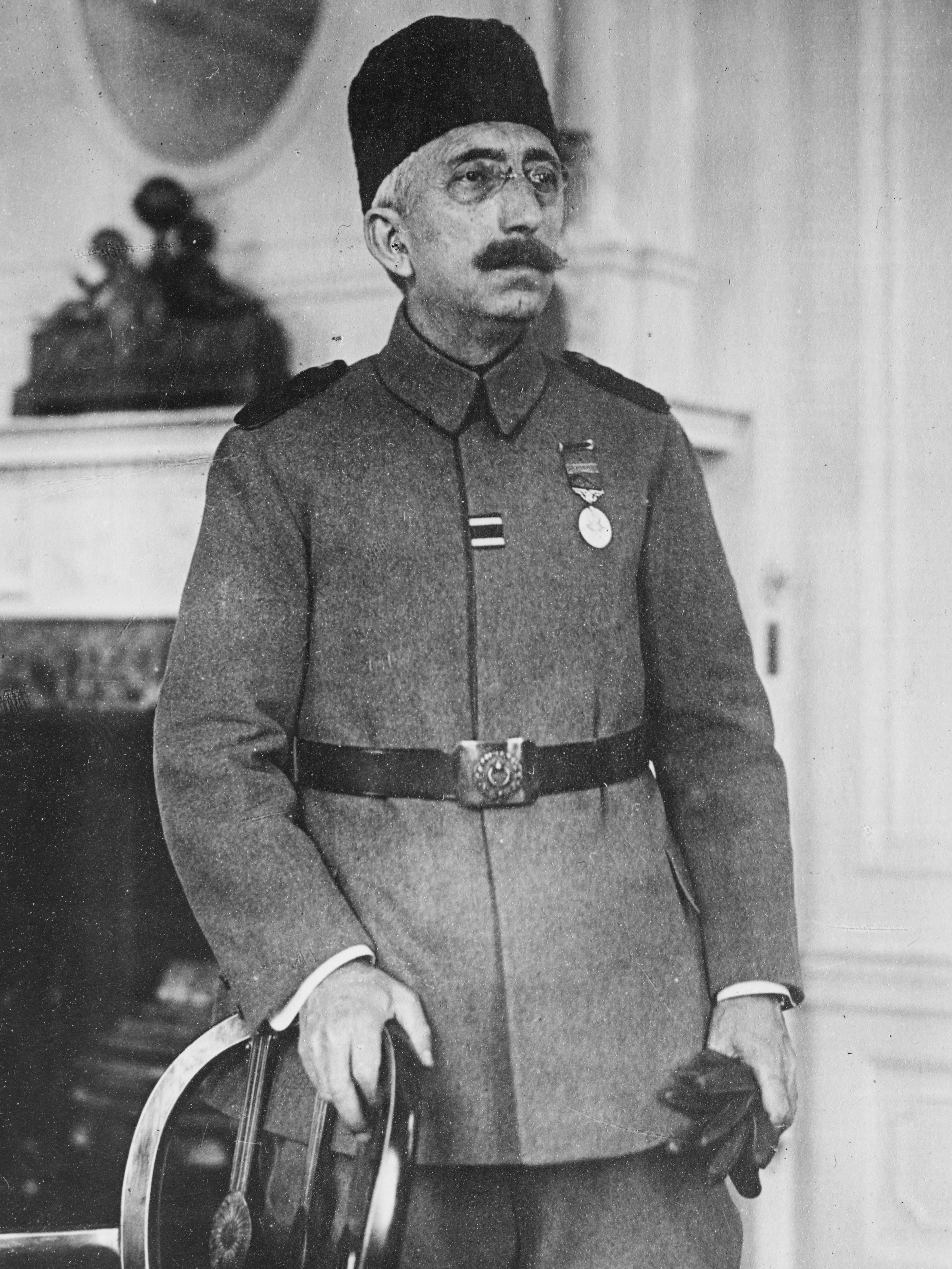
محمد السادس (1861 - 1926)

 السلطان وحيد الدين محمد السادس بن عبد المجيد الأول بن محمود الثاني بن عبد الحميد الأول بن أحمد الثالث بن محمد الرابع بن إبراهيم الأول بن أحمد الأول بن محمد الثالث بن مراد الثالث بن سليم الثاني بن سليمان القانوني بن سليم الأول بن بايزيد الثاني بن محمد الفاتح بن مراد الثاني بن محمد الأول جلبي بن بايزيد الأول بن مراد الأول بن أورخان غازي بن عثمان الأول بن أرطغرل.
(14 يناير 1861 - 16 مايو 1926) أحد خلفاء الدولة العثمانية وآخر السلاطين العثمانيين. حكم بالفترة من 4 يوليو 1918 إلى 1 نوفمبر 1922 بعد وفاه أخيه محمد الخامس رشاد وانتحار ولي العهد يوسف عز الدين الذي هو ابن عبد العزيز الأول .
استسلمت الدولة بعد توليته بشهور حيث هزمت في الحرب واحتل أعداؤها أكثر أجزاء الدولة باستثناء بعض المناطق. في العام 1919 تم تكليف مصطفى كمال أتاتورك من قبله بالتفتيش على الجيوش بالأناضول لتفكيكها في إطار هدنة مودروس إلا أن أتاتورك أعلن العصيان في الأناضول ضد رضوخ الخليفة للاحتلال وأسّس جيش المقاومة فتحالف وحيد الدين مع الاحتلال وأسس ما يعرف بجيش الخليفة وأرسله لقتال المقاومة في العام 1920 لتنتهي المعارك في شهور قليلة بهزيمة جيش الخليفة وانضمام أغلب أفراده إلى مصطفى كمال أتاتورك وتستمر حرب التحرير ضد قوى حلفاء أوروبا لتنتهي بانتصار المقاومة وتحرير تركيا فغادر وحيد الدين إسطنبول كلاجئ على متن باخرة إيطالية في 17 نوفمبر عام 1922 ليقضي بقية حياته في الريفييرا الإيطالية. وتوفي في مدينة سان ريمو في 16 مايو 1926.

## نشأته
ولد محمد وحيد الدين في قصر طولمة باغجة في 14 من شهر يناير من عام 1861. كان والده السلطان عبد المجيد الأول، الذي توفي بعد 5 أشهر من ولادته. أنجب عبد المجيد 42 ولدًا، وكان وحيد الدين آخر أبنائه، الأمر الذي وضعه في المرتبة العاشرة ضمن التعاقب إلى العرش. كان جميع إخوته إخوة غير أشقاء من جاريات وقرينات مختلفات، إلا أن وحيد الدين كان يمتلك أختًا شقيقة بقيت على قيد الحياة حتى سن البلوغ: مديحة سلطان. وكانت والدته غوليستو كادين، التي كانت تنتمي إلى أصول جورجي أذرية، ابنة أمير طهير باي تشاشبا. أصبح وحيد الدين يتيمًا حين توفيت خلال أحد التفشيات العديدة لمرض الكوليرا حين كان يبلغ من العمر 4 أعوام.
بعد وفاة والدة وحيد الدين أفندي، تبنته ساييست هانيم، التي كانت قرينة أخرى من قرينات والده. عاش الشاهزاده وقتًا عصيبًا مع أمه بالتبني المتسلطة، وفي سن 16 ترك منزل والدته بالتبني مع 3 خادمات كن يخدمنه منذ طفولته. فقد كبر مع المربيات والخادمات والمعلمات.
نال وحيد الدين تعليمه بأخذ دروس من أساتذة خصوصيين. كان يقرأ كثيرًا ويهتم بمواضيع عديدة، بما في ذلك الفن، وهو أمر كان تقليدًا لدى الأسرة العثمانية. والتحق بدورات لفن الخط والموسيقى وتعلم كيف يكتب بخط النسخ وعزف القانون. وتطور لديه اهتمام بالصوفية والتحق بدورات في مدرسة الإيمان، وهو ما كان أمرًا غير مألوف في القصر، حول الفقه الإسلامي والمذاهب الإسلامية وتفسير القرآن والأحاديث، إضافة إلى اللغتين العربية والفارسية. والتحق ببيت الطريقة الدرويشية لأحمد زياد الدين غوموشانيفي، الذي كان يقع على مسافة غير بعيدة من الباب العالي، حيث كان عمر زياد الدين من داغستان القائد الروحي، وأصبح تلميذًا للطريقة النقشبندية. ومن وقت لآخر، سيتجادل شيخ الإسلام مع وحيد الدين ويطالبه بتعديل لفتوى لم تكن تتبع الفقه.
كان محمد السادس ضعيف البنية الجسدية، وهو أمر من المرجح أنه قد ورثه عن والده. ومع تقدمه في السن عانى من ضمور في إحدى رئتيه ومن تسارع في خفقان القلب.
في شبابه، كان محمد السادس يجمع الأسلحة وكان يحمل واحدًا معه طوال حياته. وكان يستمتع بصيد الطيور، وصيادًا ماهرًا. كان صديقه الأقرب الشاهزاده عبد المجيد (الذي سيتوج لاحقًا الخليفة عبد المجيد الثاني)، ابن عمه، السلطان عبد العزيز. وقد كانت صداقتهما على عكس الصراع المجيدي العزيزي السائد ضمن الأسرة العثمانية. كان أولاد عبد العزيز على قناعة بأن والدهم قد قتل في أعقاب انقلاب العام 1876، وكانوا متشككين من أن أولاد عبد المجيد الأول كانوا وراءه. وكانا يذهبان سويًا في رحلات صيد في الغابات خلف البوسفور. وقويت الرابطة بينهما لاحقًا من خلال الزواج حين تزوجت ابنة وحيد الدين صبيحة ابن عبد المجيد عمر فاروق، فقد وقع الثنائي في الحب قبل أن يضغطا على أهلهما لإتمام زواج أبناء عمومة غير مألوف.

## أسرته

### زوجاته
- أمينة نازك
- مودت قادين أفندي
- نوارة قادين أفندي
- نعمت نوزاد قادين أفندي
- إنشراح خانم أفندي

### أبناؤه
- محمد أرطغرل أفندي

### بناته
- رقية صبيحة سلطان
- فاطمة علوية سلطان

## حكمه
تولّى الحكم بعد أخيه محمد الخامس في غضون الحرب العالمية الأولى حتى مرت أسابيع على فقدان الدولة أراضي كثيرة وزوالها كإمبراطورية عالمية في عهده كانت تمر الدولة من سيئ إلى أسوأ اتخذ قرار بإلغاء السلطنة سنة 1922 بعدما استمرت ما يقارب 625 سنة.

## نفيه
تم نفيه سنة 1922 على متن باخرة إيطالية ليقضي بقية حياته بسان ريمو.

## وفاته
توفي بعد أربعة سنوات من نفيه ودفن بدمشق بناءً على وصيته سنة 1926.

## وصلات خارجية
- محمد السادس العثماني على موقع الموسوعة البريطانية (الإنجليزية)
- محمد السادس العثماني على موقع ميوزك برينز (الإنجليزية)
- تاريخ الحكّام والسلالات الحاكمة
- إسلام أون لاين